# 塚本壽雄
塚本 壽雄（つかもと ひさお、1946年（昭和21年）10月31日 - ）は、日本の官僚。前早稲田大学大学院公共経営研究科教授。元総務省行政評価局長。滋賀県出身。

## 略歴
- 1965年（昭和40年） 東京都立新宿高等学校卒業
- 1969年（昭和44年） 東京大学法学部第2類（公法コース）卒業、行政管理庁入庁
- 1973年（昭和48年） シラキュース大学マックスウェル行政大学院修了（行政学修士）[1]
- 総務庁行政管理局調査官
- 1986年（昭和61年）4月1日 総務庁行政管理局企画調整課調査官
- 1986年（昭和61年）4月5日 総務庁行政管理局企画調整課企画官
- 1987年（昭和62年）4月1日 中小企業庁指導部取引流通課長
- 1989年（平成元年）7月1日 総務庁行政監察局監察官
- 1992年（平成4年）4月13日 総務庁行政監察局企画調整課長
- 1994年（平成6年）7月15日 総務庁長官官房秘書課長
- 1995年（平成7年）6月30日 総務庁長官官房審議官（行政監察局担当）
- 1996年（平成8年）7月1日 関東管区行政監察局長
- 1996年（平成8年）11月11日 総務庁長官官房審議官（行政監察局担当）
- 1998年（平成10年）10月14日 内閣総理大臣官房金融再生委員会設立準備室主幹併任、内閣官房内閣内政審議室内閣審議官併任
- 2000年（平成12年）3月31日 総務庁行政監察局長
- 2001年（平成13年）1月6日 総務省行政評価局長
- 2003年（平成15年）1月17日 退官
- 2003年（平成15年）4月 早稲田大学大学院公共経営研究科教授[1]
- 2017年（平成29年）3月 早稲田大学大学院公共経営研究科教授退任